# André Simon (scrittore)
André-Louis Simon (28 febbraio, Parigi 1877 – 5 settembre 1970) è stato uno scrittore e critico gastronomico francese naturalizzato britannico.
L'enologo Hugh Johnson ha definito Simon "il carismatico leader del commercio in ambito vinicolo per quasi tutta la prima metà del ventesimo secolo in Inghilterra. Egli è destinato a rimanere, per noi tutti, il caro vecchio letterato di cultura per altri vent'anni a questa parte".

## Biografia
Simon nacque nel 1877 a Saint-Germain-des-Prés, nel sesto arrondissement di Parigi.
A 17 anni, Simon fu mandato a Southampton, in Inghilterra, ove imparò l'inglese, e conobbe Edith Symons, che sposò nel 1900. Due anni dopo, Simon divenne l'agente londinese dell'azienda di champagne Pommery & Greno, con sede al numero 24 di Mark Lane. Fra il 1906 e il 1909 uscirono i tre volumi di The History of the Wine Trade in England from Roman Times to the End of the 17th Century, considerato da qualcuno la sua opera più distintiva. Nel frattempo, nel 1908, Simon e alcuni amici fondarono il Wine Trade Club, che organizzava degustazioni e conferenze tecniche che anticipavano di quarantacinque anni le iniziative dell'Institute of Masters of Wine.
Fra il 1914 e il 1918, anni della prima guerra mondiale, Simon venne richiamato dall'esercito francese per lavorare prima come postino da reggimento, e poi come ufficiale di collegamento con i britannici. Nel corso del conflitto, egli scrisse il suo libro di maggior successo commerciale, Laurie's Elementary Russian Grammar.
Nel 1919 Simon acquistò due case: una al numero 6 di Evelyn Mansions, vicino alla stazione di Londra Victoria, e l'altra a Little Hedgecourt, a Felbridge, un villaggio del Surrey. Egli fece trasformare parte del giardino di quest'ultima in un campo da cricket e in un teatro all'aperto.
Il 23 ottobre 1931, lui, A. J. A. Symons (non ha alcun legame di parentela con la moglie di Simon), e altri tennero una cena in onore di George Saintsbury, autore di Notes on a Cellar-Book, che portò alla nascita del Saintsbury Club, Il cui primo importante banchetto verrà tenuto durante il mese di gennaio del 1934.
Nel 1932, a causa di difficoltà economiche dovute alla Grande depressione, Simon fu costretto ad abbandonare la sua posizione di agente per la Pommery.
L'11 dicembre 1934, Simon fondò a New York City quella che sarebbe diventata l'International Wine & Food Society, di cui nacquero filiali negli USA, in Australia, e Sudafrica. Simon divenne presidente della società il 26 agosto 1941.
Nel 1952, Simon pubblicò A Concise Encyclopedia of Gastronomy, che vendette centomila copie.
Durante il mese di febbraio del 1965, lo scrittore francese istituì l'André Simon Award per la letteratura gastronomica.
André Simon morì nel 1970.

## Opere (elenco parziale)
- The History of the Champagne Trade in England, 1907
- The History of the Wine Trade in England from Roman Times to the End of the 17th Century, 1906-1909
- Laurie's Elementary Russian Grammar, 1916
- Bibliotheca vinaria, 1919
- A Concise Encyclopedia of Gastronomy, 1952